# Brigadas de Zintane
As Brigadas de Zintane são unidades armadas financiadas pelo governo ligado à cidade de Zintane e arredores. Desempenharam um grande papel na Revolução Líbia de 2011 que derrubou Muammar Gaddafi e atualmente estão fortemente envolvidas na guerra civil líbia iniciada em 2014 do lado anti-islâmico. São consideradas politicamente moderada / liberal dentro do espectro político líbio.
As Brigadas de Zintane são aliadas, mas separadas, do Exército Nacional Líbio.

## História
O Conselho Militar dos Revolucionários de Zintane foi formado em maio de 2011 para organizar os esforços militares e eficácia de 23 milícias em Zintane e das montanhas Nafuça. O Conselho é uma das mais fortes milícias na Líbia. As Brigadas de Zintane detiveram Saif al-Islam Gaddafi após sua captura, em novembro de 2011. Um dos seus líderes, Osama al-Juwali, é atualmente ministro da Defesa da Líbia. A brigada é atualmente liderada por Mukhtar Kalifah Shahub, um ex-oficial da marinha líbia. O grupo tem vários veículos de mídia em língua árabe. Estes incluem um canal de satélite chamado  Libya al-Watan e vários sites e páginas no Facebook.
As Brigadas de Zintane têm sido uma importante parte do conflito desde o lançamento da Operação Amanhecer contra o Aeroporto Internacional de Trípoli, porque foram responsáveis por sua defesa.